# 1896 au Québec
Cet article traite des événements survenus en 1896 au Québec. 

## Événements

### Janvier
- 2 janvier : le député conservateur Joseph-Octave Villeneuve est nommé sénateur[1].
- 11 janvier : à Ottawa, plusieurs ministres du gouvernement de Mackenzie Bowell démissionnent après son annonce de faire adopter une loi réparatrice recréant un système d'écoles séparées au Manitoba[2].
- 27 janvier : inauguration du Carnaval de Québec. Plusieurs monuments de glace ont été construits dont une forteresse face à l'Hôtel du Parlement, une arche de glace sur la côte de la Montagne et une statue de la Liberté sur la rue Saint-Joseph[3].
- 28 janvier : le libéral Louis-Charles-Alphonse Angers est élu lors de l'élection partielle fédérale de Charlevoix[4].

### Février
- 1er février : Richard Wilson-Smith est élu maire de Montréal.
- 11 février : le projet de loi sur les écoles du Manitoba est déposé à la Chambre des communes. Il prévoit la création d'un conseil d'instruction des écoles séparées composée de personnes catholiques qui aura le pouvoir de les administrer. Ce projet a l'aval de tout le clergé québécois[2].
- 28 février : Simon-Napoléon Parent est élu pour la deuxième fois à la mairie de Québec.

### Mars
- 3 mars : à la Chambre des communes, le chef libéral Wilfrid Laurier dépose une motion proposant la création d'une commission d'enquête chargée de concilier les différents points de vue dans l'affaire des écoles du Manitoba. Il se prononce contre la loi réparatrice car il juge que le gouvernement légifère dans une question de juridiction provinciale[5].

- 20 mars : la motion Laurier est rejetée.

### Avril
- 14 avril : l'adoption du projet de loi sur les écoles du Manitoba est reportée à cause de l'obstruction de l'opposition[6].
- 15 avril : Un embâcle de glace sur le fleuve Saint-Laurent à la hauteur de Grondines provoque une grande inondation qui affecte la moitié de la ville de Trois-Rivières pendant deux semaines.
- 24 avril : le gouvernement fédéral annonce des élections générales pour le 23 juin. Le premier ministre Mackenzie Bowell annonce sa démissionne. Il est remplacé par Charles Tupper qui devient le nouveau premier ministre du Canada.

### Mai
- 1er mai : Charles Tupper fait connaître les noms des membres de son cabinet. Alphonse Desjardins est ministre des Travaux publics. Le premier ministre du Québec, Louis-Olivier Taillon, devient ministre des Postes[7].
- 4 mai : Louis-Olivier Taillon démissionne de son poste de premier ministre du Québec. Edmund James Flynn doit former le nouveau gouvernement[1].
- 6 mai : les évêques du Québec signent une lettre pastorale appuyant le projet de loi réparateur du gouvernement Tupper et demandant aux électeurs catholiques de voter pour le Parti conservateur[6].
- 11 mai : le gouvernement Flynn est assermenté. Il est composé de Louis Beaubien (ministre de l'Agriculture et de la Colonisation), Guillaume-Alphonse Nantel (commissaire des Terres de la Couronne), Louis-Philippe Pelletier (procureur général), Thomas Chapais (président du Conseil exécutif), Michael Felix Hackett (secrétaire provincial) et Albert William Atwater (trésorier)[8].
- 23 mai : Thomas Chase-Casgrain démissionne de son poste de député provincial de Montmorency pour se présenter à l'élection fédérale[1].

### Juin
- 4 juin : Albert William Atwater est élu à l'élection partielle de Montréal no 4[1].
- 11 juin : le libéral Charles Fitzpatrick démissionne de son poste de Québec comté pour se présenter à l'élection fédérale[1].
- 23 juin :
  - le conservateur Édouard Bouffard est élu lors de l'élection partielle de Montmorency[1].
  - le monument de François Gaston de Lévis, situé sur la façade de l'Hôtel du Parlement, est inauguré[1].
  - le Parti libéral de Wilfrid Laurier remporte les élections générales avec 117 députés élus contre 89 conservateurs et 7 candidats indépendants. Au Québec, le score est de 49 députés libéraux et de 16 conservateurs[9].

### Juillet
- 14 juillet : le cabinet Laurier est assermenté à Ottawa. Parmi ses ministres d'origine québécoise, citons Joseph-Israël Tarte (Travaux publics), Henri-Gustave Joly de Lotbinière (Revenu de l'intérieur) et Charles Fitzpatrick (solliciteur général)[10].

### Septembre
- 15 septembre : l'Hôtel de ville de Québec est inauguré[11].
- 30 septembre - La première salle de cinéma est inaugurée à Québec[12].

### Novembre
- 16 novembre : Le conservateur notoire et propriétaire de La Presse Trefflé Berthiaume est nommé conseiller législatif[1].
- 17 novembre : ouverture de la sixième session de la 8e législature (en). Le discours du Trône annonce la suppression de la taxe sur les mutations de propriété, adoptée en 1892, et propose de nouveaux subsides aux compagnies de chemin de fer[13].
- 19 novembre : le gouvernement fédéral rend public le Règlement Laurier-Greenway qu'il a conclu avec le gouvernement manitobain sur le problème des écoles du Manitoba. Les écoles séparées ne sont pas rétablies et seule subsistera l'école publique. Une demi-heure d'enseignement religieux par jour sera donnée. Dans les écoles contenant 40 enfants catholiques, les parents peuvent obtenir au moins un instituteur catholique[14].

### Décembre
- Décembre : la plupart des journaux québécois dénoncent le Règlement Laurier-Greenway[15].
- 6 décembre : un discours pré-électoral du premier ministre Flynn à Saint-Jean-Port-Joli justifie les taxes votés par les anciens gouvernements De Boucherville et Taillon car il fallait payer les dettes laissées par le gouvernement libéral de Mercier.
- 10 décembre : le budget Atwater annonce un léger surplus budgétaire[1].
- 13 décembre : la Basilique de Québec manque de peu d'être détruite par un feu lors de l'incendie de sa sacristie et de la chapelle Saint-Louis. Les dommages sont évalués à 25 000 $[16].
- 19 décembre : une brochure de Laurent-Olivier David intitulée Le clergé canadien, sa mission et son œuvre est mise à l'index par le clergé québécois car elle est jugée trop irrévérencieuse envers l'épiscopat[17].
- 27 décembre : une lettre pastorale publiée par l'épiscopat interdit aux catholiques de lire L'Électeur, un journal libéral de Québec, qu'il accuse de propager des « doctrines pernicieuses »[18].
- 28 décembre : Le Soleil succède à L'Électeur comme journal libéral de la capitale. Il est imprimé sous les mêmes presses et emploie les mêmes travailleurs que son prédécesseur[19].

## Naissances
- Louis-Philippe Paré, (enseignant de la région de Châteauguay) († 1974)
- Albert Pelletier (écrivain) († 4 septembre 1971)
- 4 janvier - Adrien Pouliot (homme de sciences) († 10 mars 1980)
- 3 février - Jean-Aubert Loranger (journaliste) († 28 octobre 1942)
- 17 mars - Phil Desjardins (acteur) († 7 novembre 1989)
- 11 avril - Léo-Paul Desrosiers (écrivain) († 20 avril 1967)
- 28 mai - Oscar Duquette (constable à la Gendarmerie royale du Canada) († 6 décembre 1965)
- 11 juin - Henri Poitras (acteur) († 1er août 1971)
- 20 juin - Wilfrid Pelletier (chef d'orchestre) († 9 avril 1982)
- 2 juillet - Prudence Heward (femme artiste peintre) († 19 mars 1947)
- 9 juillet - Pierre Dupuy (avocat et diplomate) († 21 mai 1969)
- 10 juillet - Thérèse Casgrain (militante féministe) († 3 novembre 1981)
- 18 août - Victor Barbeau (philosophe) († 19 juillet 1994)
- 31 août - Félix-Antoine Savard (prêtre et écrivain) († 24 août 1982)
- 10 septembre - Robert Taschereau (homme de loi) († 26 juillet 1970)
- 14 septembre - Joseph-Alexandre De Sève (producteur de cinéma) († 3 septembre 1968)
- 7 novembre - Esdras Minville (économiste et sociologue) († 9 décembre 1975)

## Décès
- 3 mars - Henry Starnes (ancien maire de Montréal) (º 13 octobre 1816)
- 10 mai - Télesphore Fournier (politicien) (º 5 août 1823)
- 12 septembre - Arthur Bouchard (prêtre missionnaire) (º 4 janvier 1845)
- 30 septembre - Alfred Pampalon (prêtre) (º 24 novembre 1867)
- 3 novembre - Olivier Robitaille (médecin, homme d'affaires et ancien maire de la ville de Québec) (º 3 décembre 1811)
- 30 décembre - Édouard-Charles Fabre (personnalité religieuse) (º 28 février 1827)

### Articles généraux
- Chronologie de l'histoire du Québec (1867 à 1899)
- L'année 1896 dans le monde
- 1896 au Canada

### Articles sur l'année 1896 au Québec
- Carnaval de Québec
- Élection fédérale canadienne de 1896
- Gouvernement Edmund James Flynn
- Le Soleil (Québec)
- Question des écoles du Manitoba